# Frans Mertens (kunstenaar)
Frans Mertens (Borgerhout, 23 oktober 1908 - Brasschaat, 4 september 1993) was een Vlaams kunstschilder en graficus.
Mertens was een zoon van architect Frans Mertens Senior. Hij studeerde kunstgeschiedenis en oudheidkunde aan de Rijksuniversiteit te Gent. Hij volgde geen academie, maar dankte de ontwikkeling van zijn artistiek talent aan het familiaal milieu en aan het contact met Alfred Ost en Prosper De Troyer, die zijn werk beïnvloeden.
Reeds als collegestudent maakte hij pentekeningen en ontwierp decors en kostuums voor moderne toneelbewegingen. 
Als schilder-tekenaar bracht Frans Mertens een eigenzinnig en expressief geladen oeuvre tot stand, w.o. de reeks 'Grotesken', een maatschappijkritische persiflage op de burgerij en het politieke klimaat. Vanaf 1935 kregen mystiek-religieuze en mythologische thema's de overhand.  
In 1935 en in 1937 reisde hij met Ernest Van der Hallen naar Noord-Afrika en naar de Levant.
Mertens was ook bedrijvig als illustrator en maakte tekeningen voor publicaties van o.a. Ernest Van der Hallen, Anton van de Velde en Michel de Ghelderode.
Sinds 1932 publiceerde hij tal van kunstkritische bijdragen en van zijn hand verschenen monografieën over Prosper De Troyer en over Alfred Ost. Voor zijn standaardwerk over Alfred Ost werd hem in 1973 de Provinciale Premie voor Beschouwend Proza te Antwerpen toegekend.
Frans Mertens was gehuwd met de schrijfster Vera Looyens (pseudoniem van Jeanne Verlooy). Uit dit huwelijk werden drie dochters geboren.